# Parti optimiste pour le développement du Mozambique
Pour les articles homonymes, voir Podemos.
Le Parti optimiste pour le développement du Mozambique (en portugais : Partido Otimista pelo Desenvolvimento de Moçambique, connu sous l'abréviation de PODEMOS) est un parti politique mozambicain d'idéologie socialiste démocratique fondé le 7 mai 2019 par une section dissidente du Front de libération du Mozambique (FRELIMO) au pouvoir.

## Histoire

Drapeau de PODEMOS.

PODEMOS trouve son origine dans le rejet par la justice électorale de la candidature indépendante de Samora Machel Jr. — fils de Samora Machel, premier président du Mozambique — à la mairie de Maputo lors des élections municipales de 2018. De nombreux membres de l'Association des jeunes pour le développement du Mozambique (AJUDEM), le groupe politique interne du FRELIMO qui soutient Machel Jr., participent à la fondation de PODEMOS en mai de l'année suivante. Malgré la fondation du parti, Machel Jr. nie tout relation avec lui. Le nouveau parti obtient finalement son enregistrement légal une semaine après l'annonce de sa fondation, le 14 mai.
Au cours des mois de mai et de juin 2019, le parti commence à recueillir des signatures pour pouvoir se présenter à l'élection présidentielle et aux législatives de 2019. Moins d'un mois après sa fondation, le 11 juin 2019, PODEMOS annonce qu'Hélder Mendonça, un musicien peu connu, comme candidat à la présidence,.
Lors des élections législatives de 2024, PODEMOS remporte 43 sièges à l'Assemblée de la République et présente Venâncio Mondlane comme candidat à l'élection présidentielle de cette année-là,.
Les élections de 2024 font l'objet d'une contestation de la part de l'opposition battue, dont Podemos. Les manifestations font au moins 360 morts. Les députés élus de Podemos siègent à l'Assemblée mais ce choix est contesté par Venâncio Mondlane qui le décrit comme une trahison. Une loi de pacification est votée à l'unanimité par l'Assemblée de la République en avril 2025. La loi contient de nombreux articles réformant les institutions politiques et augmentant la décentralisation du pouvoir. Mondlane rompt avec Podemos,.

## Résultats électoraux

### Présidentielle
| Année | Candidat          | Voix      | %     | Résultat |
| ----- | ----------------- | --------- | ----- | -------- |
| 2024  | Venâncio Mondlane | 1 412 517 | 20,32 | Pas élu  |

### Législatives
| Année | Voix  | %    | Sièges   | +/– |
| ----- | ----- | ---- | -------- | --- |
| 2019  | 6 768 | 0,11 | 0 / 250  | Nv. |
| 2024  |       |      | 43 / 250 | 43  |